# جودیتا پاستا
جودیتا پاستا (ایتالیایی: Giuditta Pasta؛ ‏ ۲۶ اکتبر ۱۷۹۷ – ۱ آوریل ۱۸۶۵) خواننده اپرا اهل پادشاهی ایتالیا بود.
وی از شاگردانِ جیرولامو کرشنتینی و فردیناندو پائر بود.
او را با خوانندهٔ برجستهٔ قرن بیستم میلادی ماریا کالاس، مقایسه کرده‌اند.